# Fredrik Steen
Jan Fredrik Steen, född 26 september 1972, är en svensk hundcoach. Han är känd bland annat från Hundcoachen i TV4.

## Biografi
Steen är född och uppvuxen i Tullinge söder om Stockholm. Han blev tidigt intresserad av hundar, och startade 1993 uppfödning av schäfrar. Han har bland annat utbildat polishundförare hos Rikskriminalen, tävlat i VM för skyddshundar och är (2021) domare för både arbetande hundar och utställningshundar.
Han har beskrivit hur han som barn ansågs vara stökig och slappt uppfostrad, med upplevelser av ångest och ensamhet. Han fick som 43-åring diagnosen ADHD, vilket hjälpt honom att hantera ångest och gett honom en bättre självkänsla. Han har påtalat betydelsen av att se barnet/människan bakom beteendet och måendet, samt vikten av att skapa trygghet med tydlig kommunikation, tillit och belöning där individen kan växa.
Den 5 juli 2021 var Fredrik Steen värd i Sommar i P1.